# Peugeot Partner
Peugeot Partner – samochód osobowo-dostawczy typu kombivan klasy kompaktowej produkowany przez firmę Peugeot od 1996 roku. Od 2018 roku wytwarzana jest trzecia generacja. Osobowa odmiana zyskała nową nazwę – Rifter.

## Pierwsza generacja

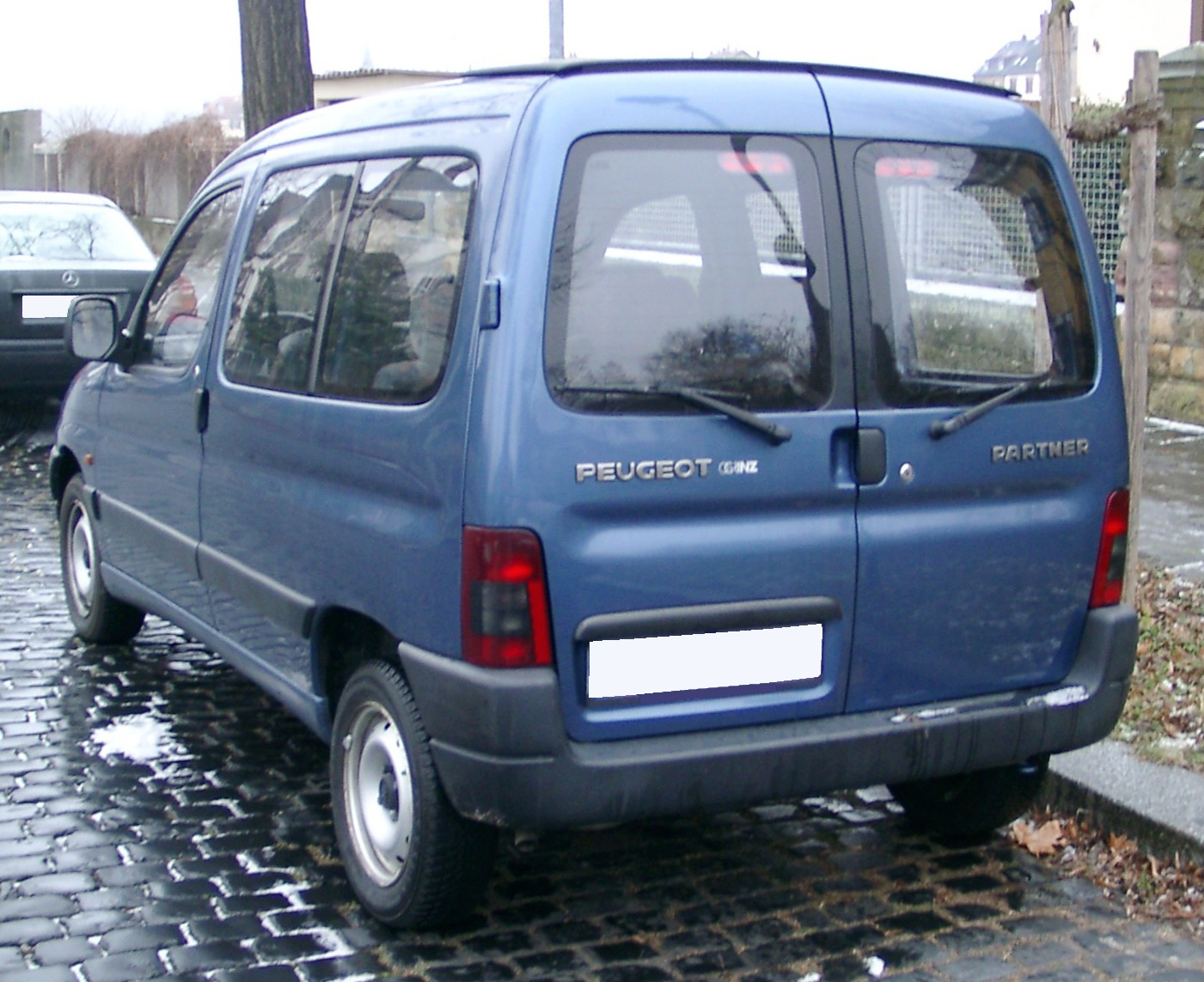
Peugeot Partner I – tył przed liftingiem

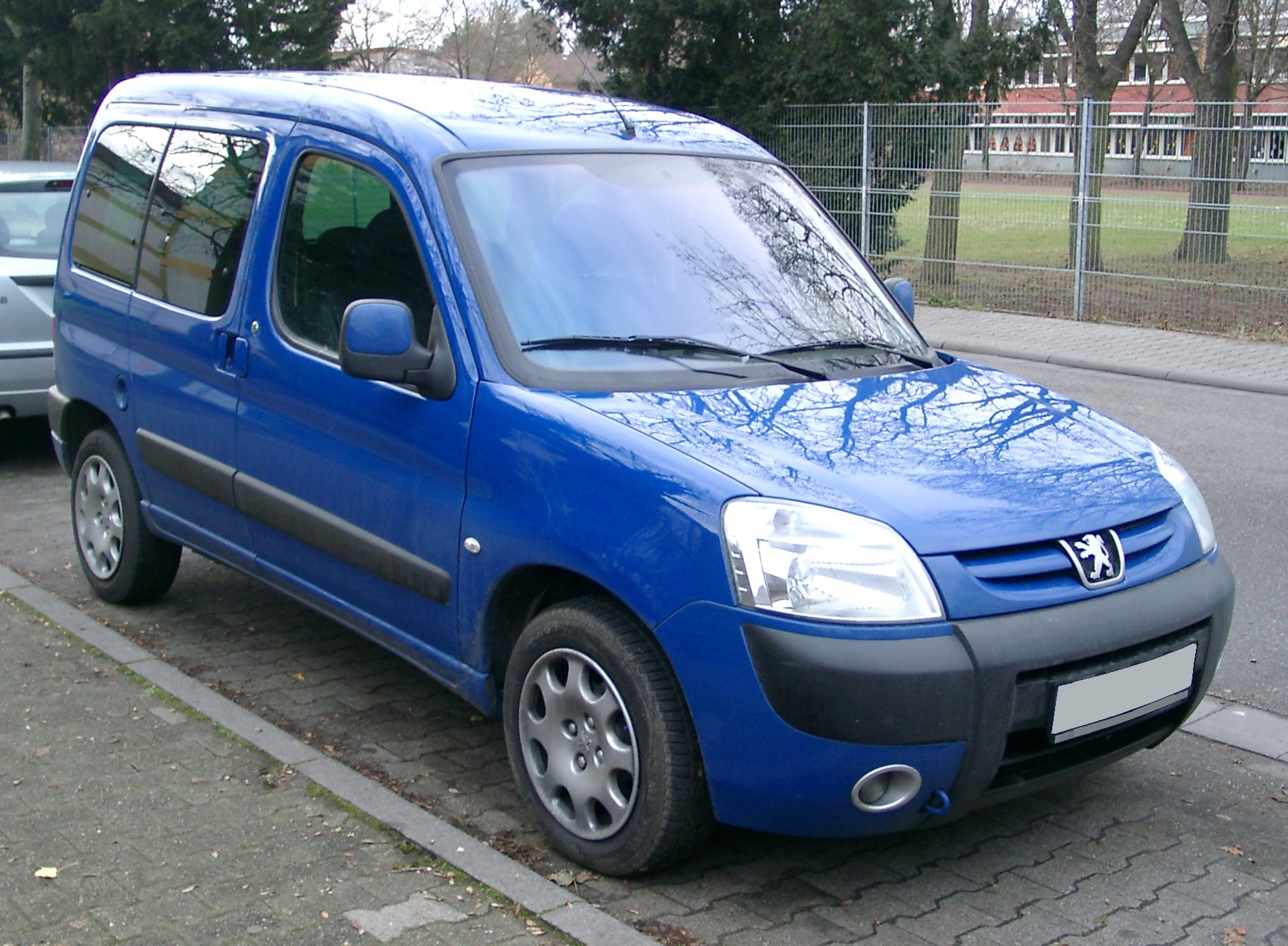
Peugeot Partner I po liftingu

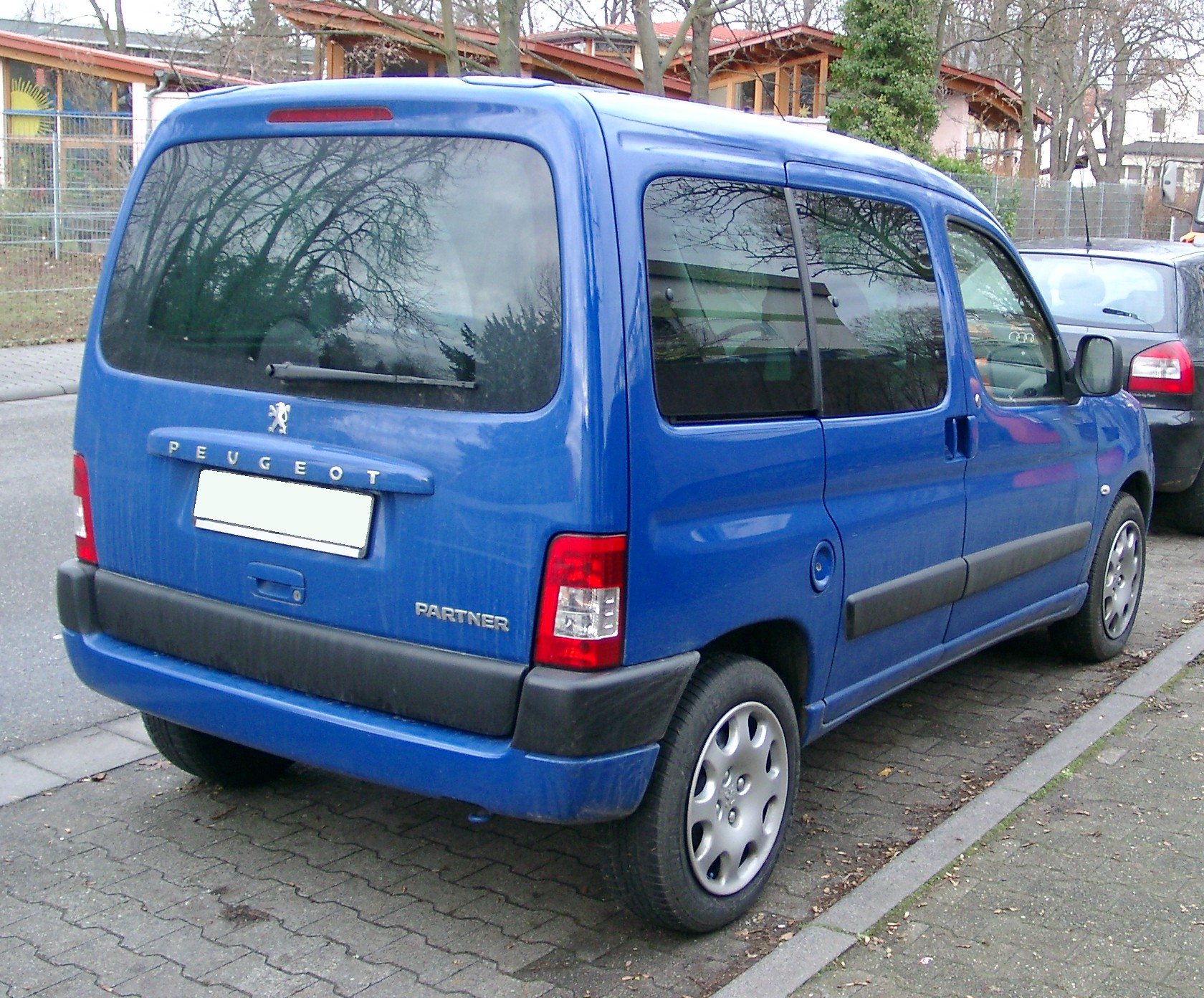
Peugeot Partner I po liftingu

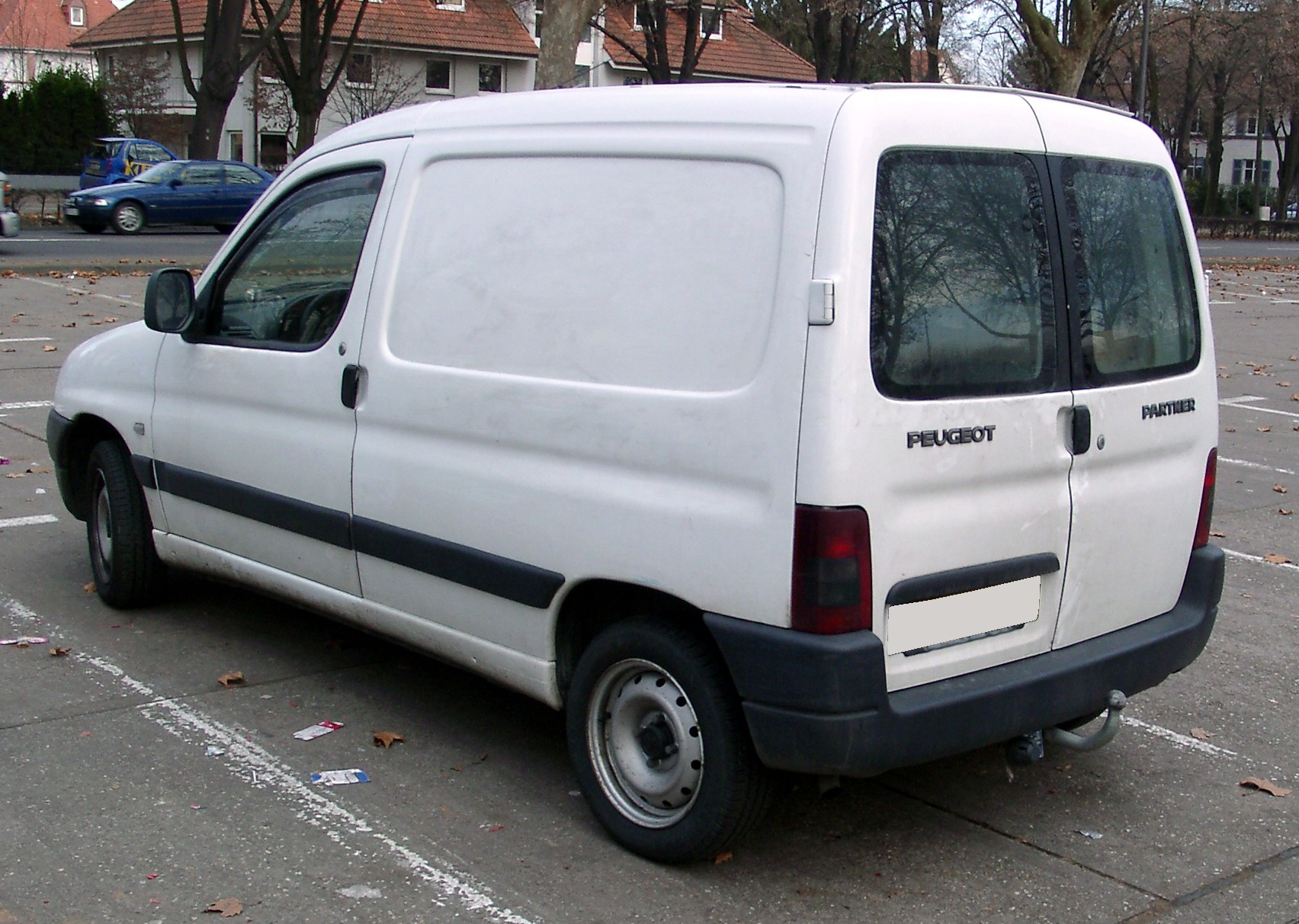
Peugeot Partner I w wersji dostawczej

Peugeot Partner I zadebiutował w 1996 roku jako samochód osobowy i osobowo-dostawczy. W chwili wejścia na rynek był nowością i stworzył nowy segment samochodów uniwersalnych. Wraz z bliźniaczą wersją Citroën Berlingo został zaprojektowany od podstaw.
Partner został zaprojektowany jako całkowicie nowa konstrukcja, ale w jego budowie wykorzystano elementy pochodzące z innych aut koncernu PSA (np. zawieszenie przednie typu McPherson pochodzi z modelu 306, a tylne drążki skrętne zostały zaadaptowane z 405 kombi).
W początkowym okresie produkcji Partner był promowany jako poręczny samochód dostawczy dla firm. Wraz z upływem czasu i wzrostem popularności koncern PSA rozbudował ofertę o modele wykończone w części pasażerskiej jak typowe samochody osobowe.
W chwili debiutu samochód był dostępny jedynie w wersji 3 drzwiowej (z tyłu klapa otwierana do góry, lub drzwi otwierane na boki), niedogodność ta została usunięta i pojawiały się prawe tylne drzwi przesuwne, a nieco później także lewe.
Partner okazał się wdzięcznym autem do przeróżnych modyfikacji i powstały na jego bazie także wersje uterenowione. Wersja XT-R była produkowana przez Peugeota i otrzymała mechanizm różnicowy o ograniczonym poślizgu. Firma Dangel zaproponowała z kolei wersję z napędem 4x4, oraz pick-upa.
Podczas Paris Motor Show w 2002 roku, zaprezentowano wersję po face liftingu, podczas którego zmieniono wygląd przedniej części nadwozia, oraz wnętrze. Auto po face liftingu pojawiło się w grudniu 2002 roku.

### Podstawowe konfiguracje
- 170C (furgon, furgon częściowo przeszklony, furgon przeszklony) – ładowność 600 kg, objętość przestrzeni ładunkowej 3 m³
- 190C (furgon, furgon częściowo przeszklony, furgon przeszklony) – ładowność 800 kg, objętość przestrzeni ładunkowej 3 m³
- Combispace – 5 miejscowa odmiana osobowa z bagażnikiem o objętości 624 dm³ (po złożeniu tylnych foteli 2800 dm³).

### Silniki
- Benzynowe

| Silnik  | Pojemność skokowa [cm³] | Moc maksymalna [KM] ([kW]) przy obr./min | Maks. moment obrotowy [Nm] przy obr./min | Układ i liczba cylindrów | Układ rozrządu/ liczba zaworów | Przyśpieszenie (s) 0–100 km/h | Prędkość maksymalna km/h | Spalanie (l/100 km) średnio |
| ------- | ----------------------- | ---------------------------------------- | ---------------------------------------- | ------------------------ | ------------------------------ | ----------------------------- | ------------------------ | --------------------------- |
| 1.1     | 1124                    | 60 (44)/5500                             | 94/3400                                  | R4                       | OHC/8                          | 21,6                          | 140                      | 7,5                         |
| 1.4     | 1360                    | 75 (55)/5500                             | 120/3400                                 | R4                       | OHC/8                          | 17,5                          | 148                      | 7,5                         |
| 1.6 16v | 1587                    | 109 (80)/5750                            | 147/4000                                 | R4                       | DOHC/16                        | 12,2                          | 170                      | 7,4                         |
| 1.8     | 1761                    | 90 (66)/5000                             | 147/2600                                 | R4                       | OHC/8                          | 14,4                          | 160                      | 8,9                         |

- Diesla

| Silnik  | Pojemność skokowa [cm³] | Moc maksymalna [KM] ([kW]) przy obr./min | Maks. moment obrotowy [Nm] przy obr./min | Układ i liczba cylindrów | Układ rozrządu/ liczba zaworów | Przyśpieszenie (s) 0–100 km/h | Prędkość maksymalna km/h | Spalanie (l/100 km) średnio |
| ------- | ----------------------- | ---------------------------------------- | ---------------------------------------- | ------------------------ | ------------------------------ | ----------------------------- | ------------------------ | --------------------------- |
| 1.6 HDI | 1560                    | 75 (55)/4000                             | 170/1750                                 | R4                       | DOHC/16                        | 15,4                          | 150                      | 5,4                         |
| 1.6 HDI | 1560                    | 90 (66)/4000                             | 215/1750                                 | R4                       | DOHC/16                        | 12,9                          | 160                      | 5,4                         |
| 1.8     | 1769                    | 60 (44)/4600                             | 112/2000                                 | R4                       | OHC/8                          | 25,6                          | 135                      | 7,3                         |
| 1.9     | 1905                    | 69 (51)/4600                             | 120/2000                                 | R4                       | OHC/8                          | 20,1                          | 142                      | 7,0                         |
| 1.9     | 1867                    | 69 (51)/4600                             | 125/2500                                 | R4                       | OHC/8                          | 19,9                          | 142                      | 6,9                         |
| 2.0 HDI | 1997                    | 90 (66)/4000                             | 205/1900                                 | R4                       | OHC/8                          | 13,4                          | 160                      | 5,7                         |

## Druga generacja

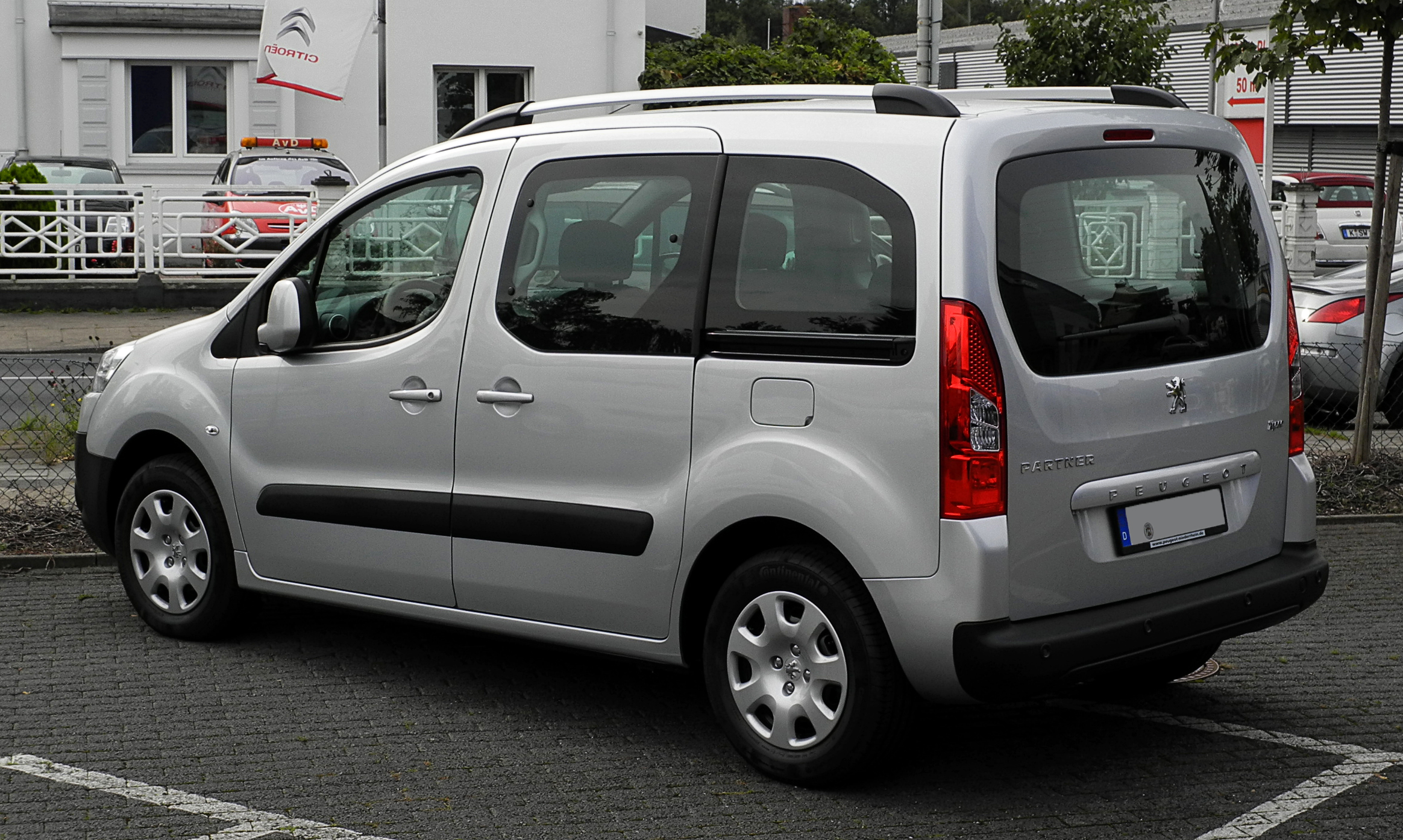
Peugeot Partner II Tepee – tył

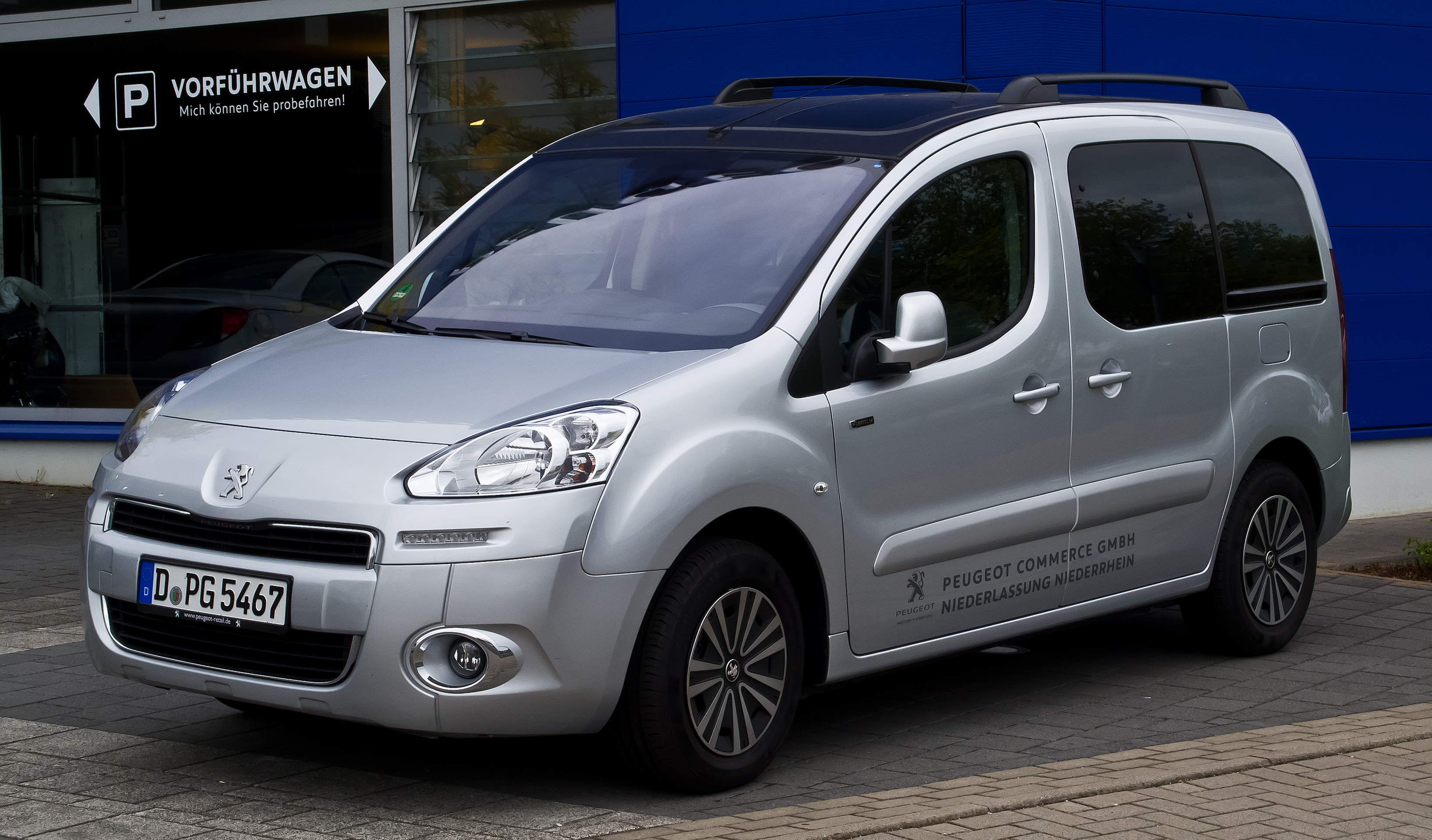
Peugeot Partner II Tepee po pierwszym liftingu

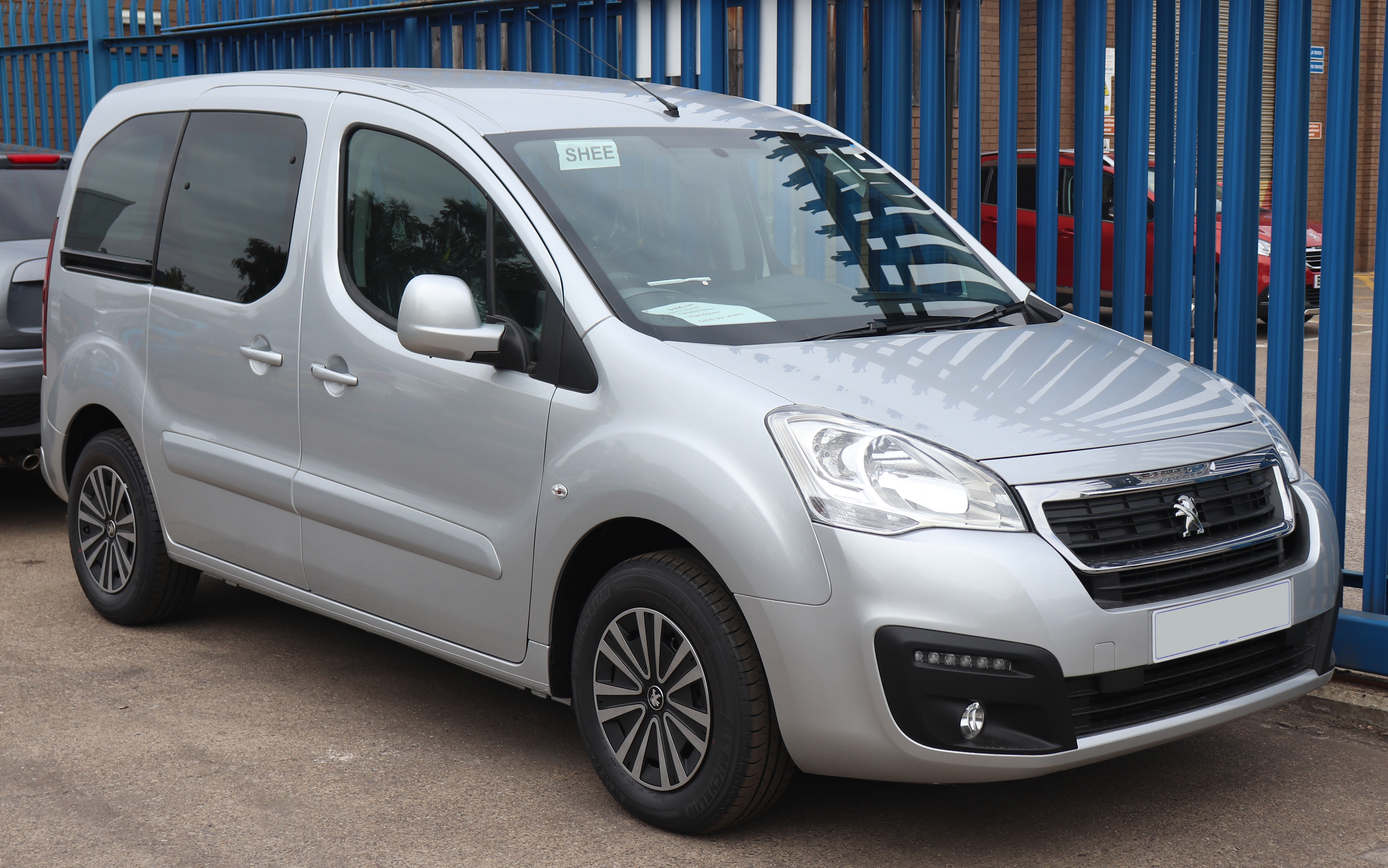
Peugeot Partner II Tepee po drugim liftingu

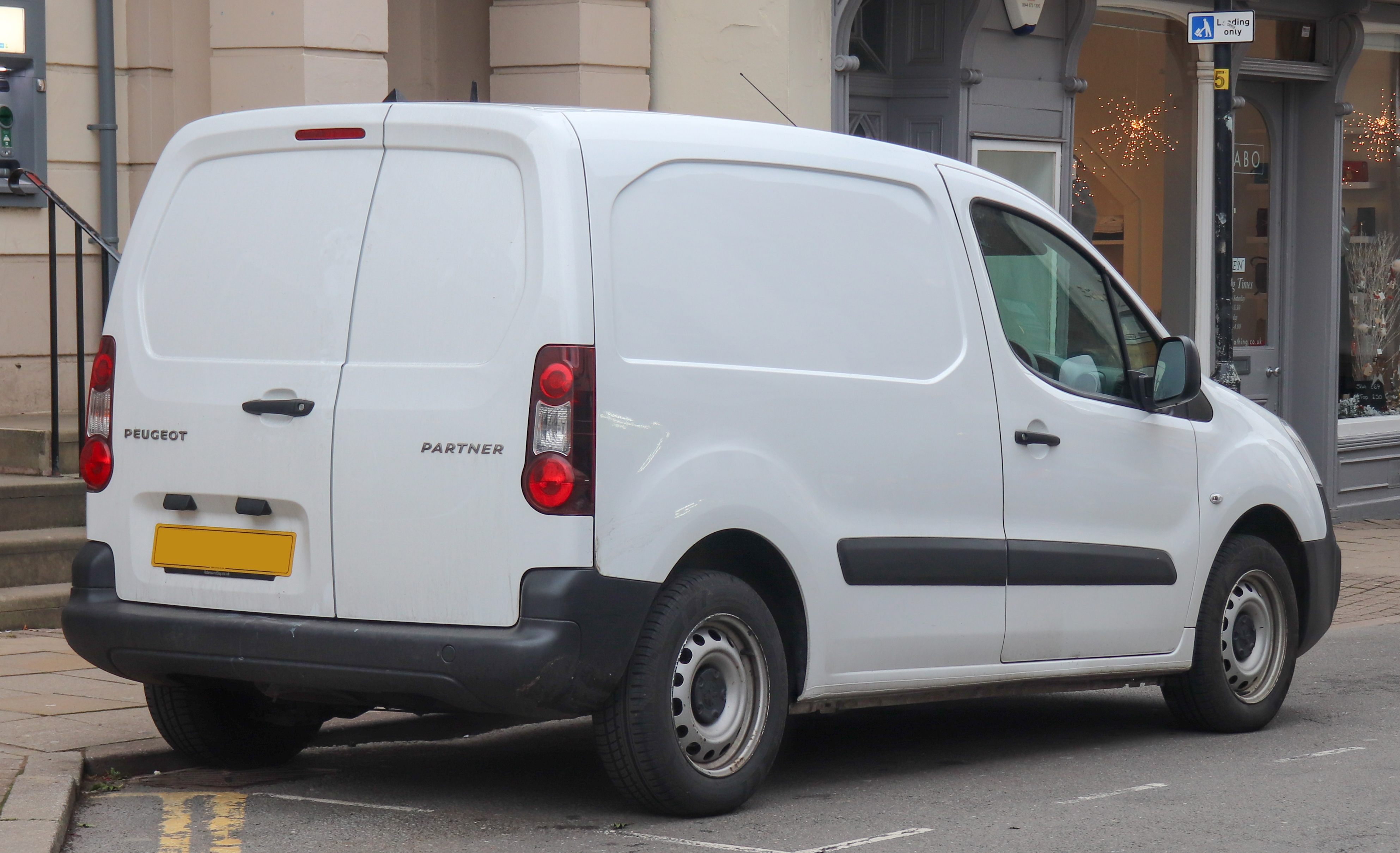
Peugeot Partner II w wersji dostawczej

Peugeot Partner II został zaprezentowany po raz pierwszy w 2008 roku. Osobowa wersja nosiła nazwę Partner Tepee.
Konstrukcja Partnera II (a co za tym idzie także Berlingo II) jest oparta na Citroënie C4 Picasso/Peugeocie 308 (wspólna płyta podłogowa i inne podzespoły).
Wersja osobowa nazywa się Partner Tepee, natomiast dostawcza Furgon. Zależnie od wersji, auto może przewieźć nawet 7 osób na indywidualnych fotelach z regulacją (również z tyłu). Pojawiła się możliwość zamówienia nawigacji GPS, klimatyzacji dwustrefowej, kurtyn powietrznych dla 2 rzędów i innych drobniejszych elementów.
Pierwsza modernizacja, przy okazji której zmodyfikowano kształt zderzaka, przeprowadzono w połowie 2012. W 2013 uruchomiono fabrykę Peugoeta w Kustanaju. Pod koniec lutego 2015 roku Peugeot przeprowadził kolejny, gruntowny lifting karoserii. Zmiany objęły głównie pas przedni – by upodobnić auto do osobowych modeli Partner otrzymał m.in. nową, chromowaną osłonę chłodnicy i LED-owe światła do jazdy dziennej. Listę opcji uzupełniły sterowany 7-calowym, dotykowym wyświetlaczem system multimedialny oraz kamera cofania.

### Silniki
- Benzynowe

| Silnik      | Pojemność skokowa [cm³] | Moc maksymalna [KM] ([kW]) przy obr./min | Maks. moment obrotowy [Nm] przy obr./min | Układ i liczba cylindrów | Układ rozrządu/ liczba zaworów | Przyśpieszenie (s) 0–100 km/h | Prędkość maksymalna km/h | Spalanie (l/100 km) miasto/trasa/średnio |
| ----------- | ----------------------- | ---------------------------------------- | ---------------------------------------- | ------------------------ | ------------------------------ | ----------------------------- | ------------------------ | ---------------------------------------- |
| 1.6 16v 90  | 1587                    | 90 (66)/5500                             | 132/2500                                 | R4                       | DOHC/16                        | 15,3                          | 159                      | 10,8/6,8/8,2                             |
| 1.6 16v 98  | 1589                    | 98 (72)/6000                             | 152/3500                                 | R4                       | DOHC/16                        | 13,8                          | 162                      | 9,6/5,7/7,1                              |
| 1.6 16v 110 | 1587                    | 109 (80)/5800                            | 147/4000                                 | R4                       | DOHC/16                        | 14,0                          | 169                      | 10,8/6,8/8,2                             |
| 1.6 16v 120 | 1589                    | 120 (88)/6000                            | 160/4250                                 | R4                       | DOHC/16                        | 12,0                          | 177                      | 9,6/6,0/7,3                              |

Silnik 1,6 16V VTi BMW zastąpił poprzednią jednostkę 1,6 16V konstrukcji PSA.
- Diesla

| Silnik              | Pojemność skokowa [cm³] | Moc maksymalna [KM] ([kW]) przy obr./min | Maks. moment obrotowy [Nm] przy obr./min | Układ i liczba cylindrów | Układ rozrządu/ liczba zaworów | Przyśpieszenie (s) 0–100 km/h | Prędkość maksymalna km/h | Spalanie (l/100 km) miasto/trasa/średnio |
| ------------------- | ----------------------- | ---------------------------------------- | ---------------------------------------- | ------------------------ | ------------------------------ | ----------------------------- | ------------------------ | ---------------------------------------- |
| 1.6 HDI 75 FAP/-    | 1560                    | 75 (55)/4000                             | 185/1750                                 | R4                       | DOHC/16                        | 17,1                          | 152                      | 7,0/5,0/5,7                              |
| 1.6 HDI 90          | 1560                    | 90 (66)/4000                             | 215/1750                                 | R4                       | DOHC/16                        | 14,3                          | 161                      | 7,0/5,0/5,7                              |
| 1.6 HDI 92 FAP      | 1560                    | 92 (68)/4000                             | 230/1750                                 | R4                       | OHC/8                          | 14,3                          | 162                      | 6,2/4,8/5,3                              |
| 1.6 HDI 110/112 FAP | 1560                    | 109/112 (80/82)/4000                     | 240/2000 260/2000 z overboost            | R4                       | DOHC/16                        | 12,5                          | 173                      | 6,8/4,9/5,6                              |
| 1.6 HDI 115 FAP     | 1560                    | 115 (84)/3600                            | 240/1500                                 | R4                       | DOHC/16                        | 12,5                          | 172                      | 5,8/4,7/5,1                              |

Silniki 1.6 dm³ o mocy maksymalnej ponad 100 KM (benzynowy i Diesel) są dostępne tylko w modelach osobowych.

### Peugeot Partner Electric
We wrześniu 2012 roku Peugeot zaprezentował całkowicie elektryczną wersję Partner Electric, która weszła do seryjnej produkcji w pierwszej połowie 2013 roku. Auto charakteryzuje się zasięgiem około 175 km oraz posiada możliwość szybkiego ładowania w 30 minut. Nowy Partner Electric, opracowany we współpracy z Mitsubishi Motors Corporation jest wyposażony w akumulatory litowo-jonowe.

## Trzecia generacja

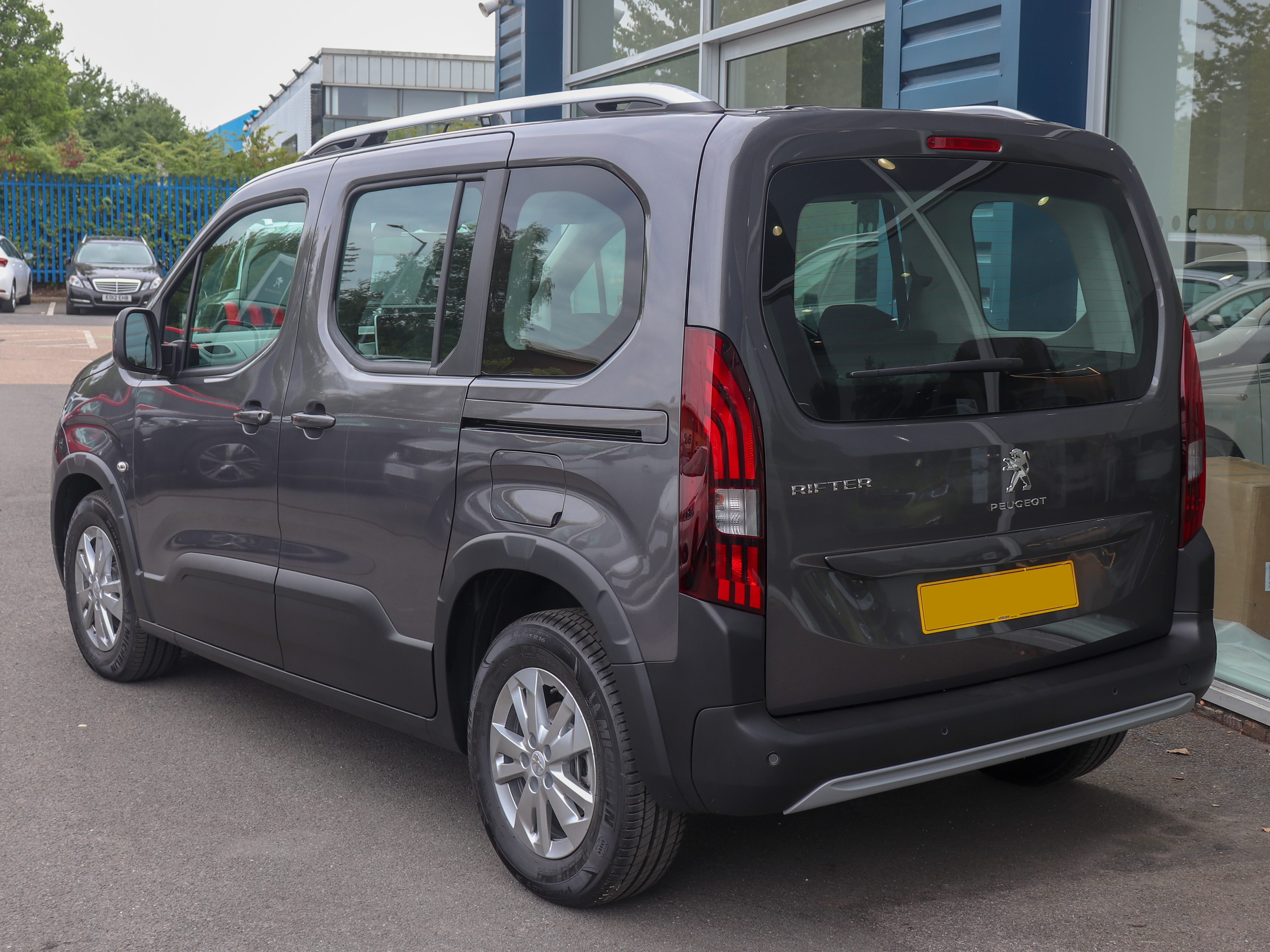
Peugeot Rifter – tył

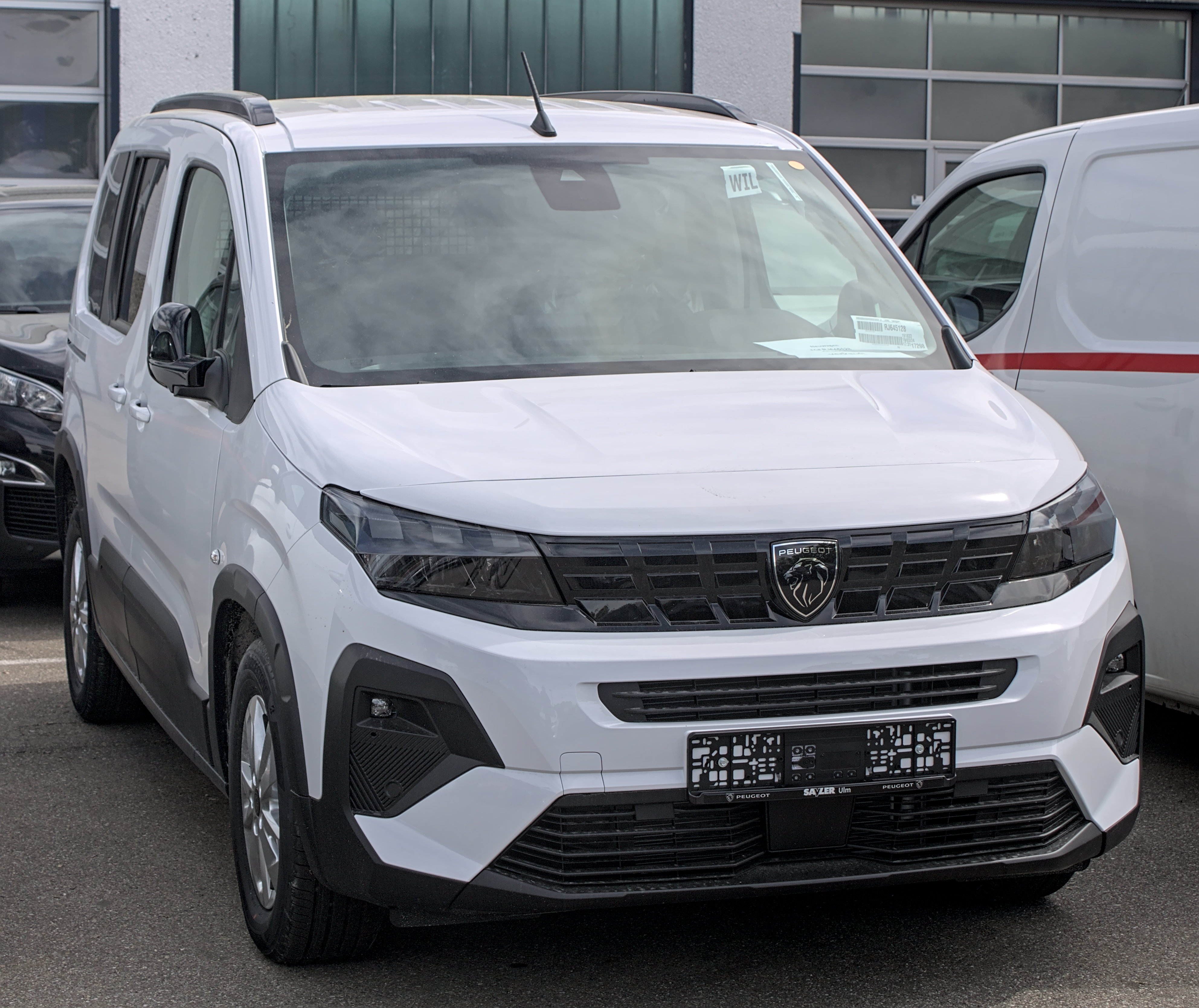
Peugeot Rifter po liftingu

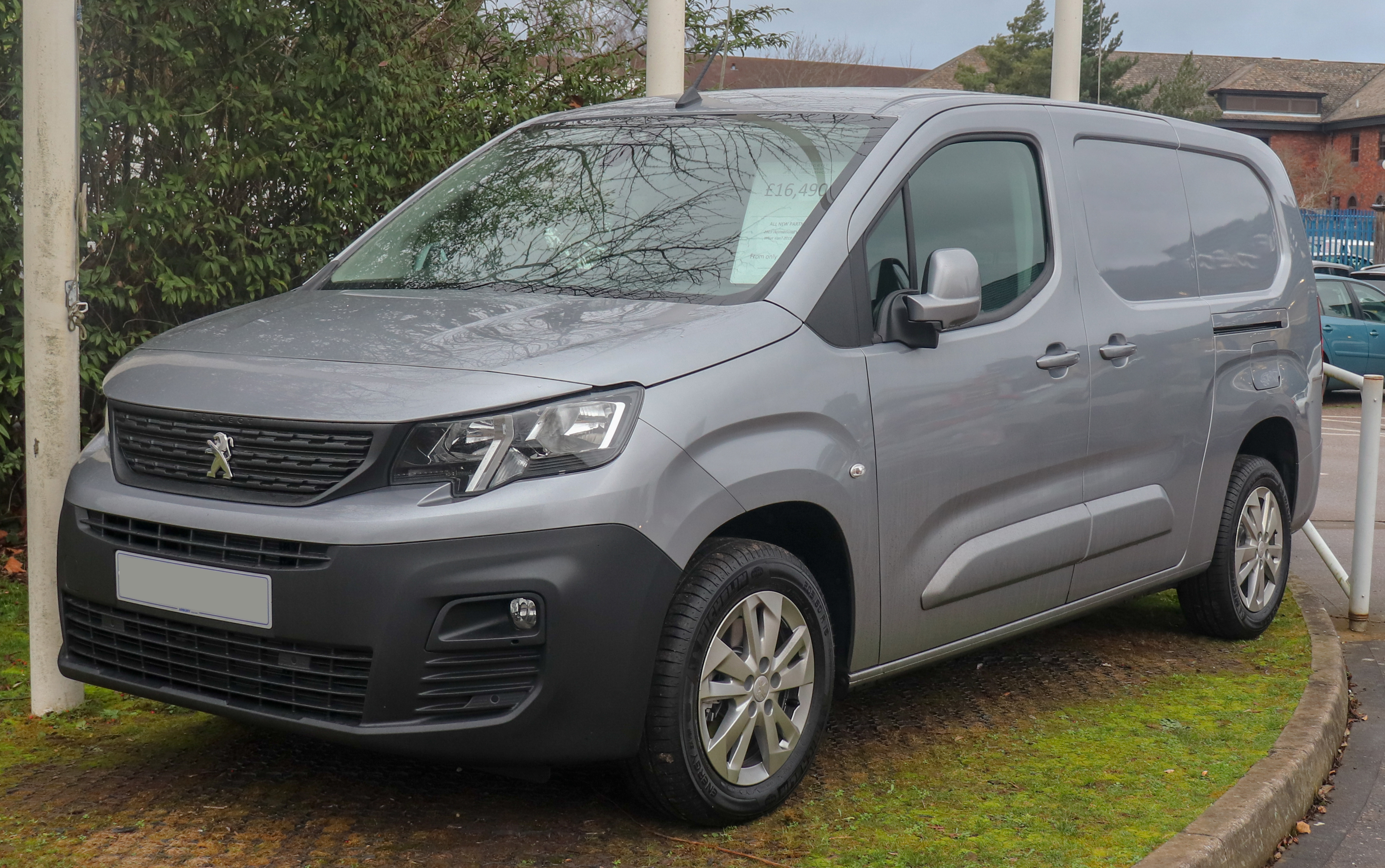
Peugeot Partner III – wersja dostawcza

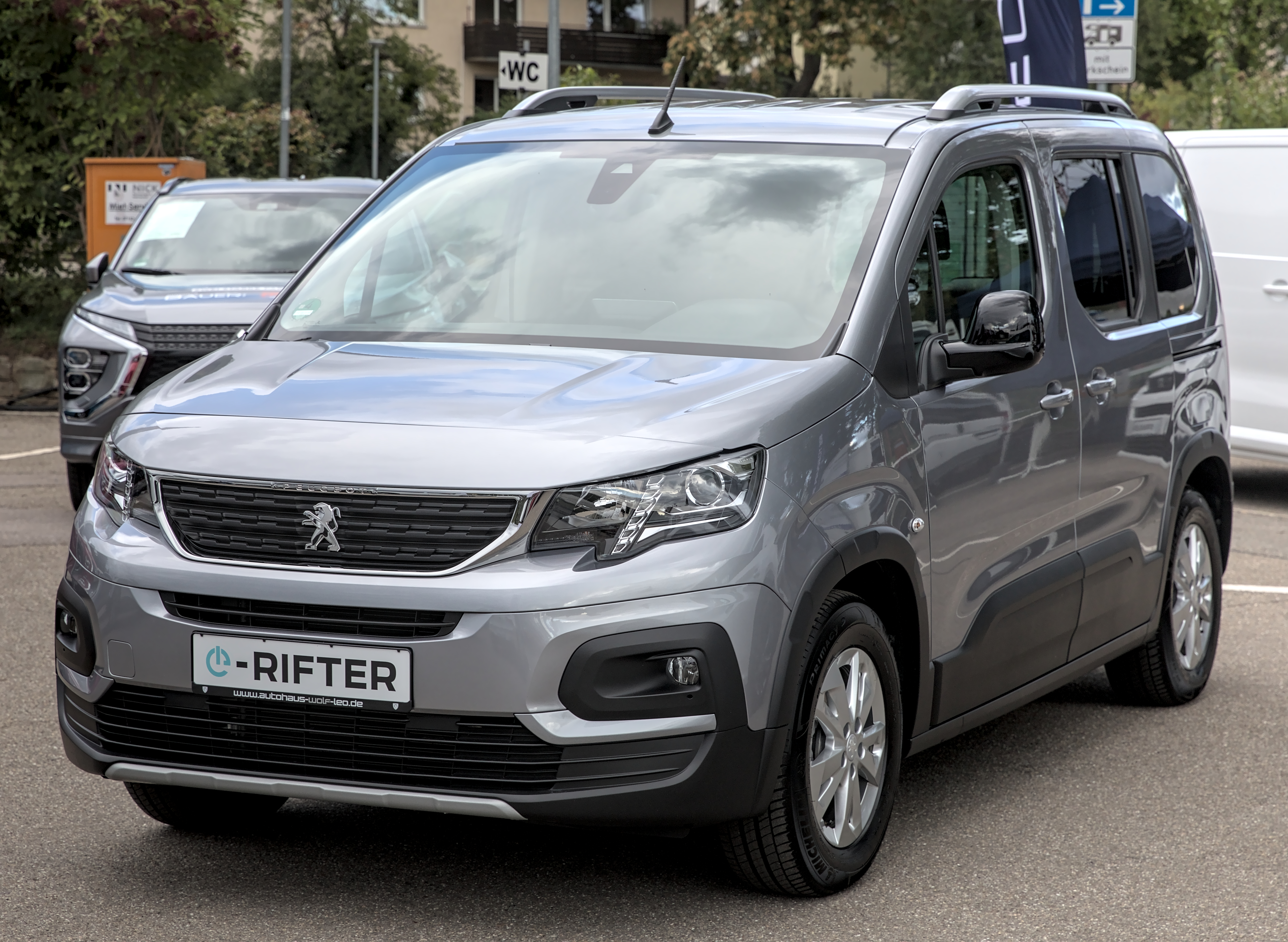
Peugeot e-Rifter

Peugeot Partner III został zaprezentowany po raz pierwszy w marcu 2018 roku. Osobowa wersja zyskała nazwę Rifter.
Trzecie wcielenie Partnera zostało zaprezentowane na marcowym Geneva Motor Show w 2018 roku. Pierwsza w kolejności została przedstawiona osobowa wersja, która po raz pierwszy zyskała zupełnie inną nazwę – Rifter. Pojazd zachował podobne proporcje nadwozia co poprzednik. Widać to także to zbliżonej linii okien i ukształtowaniu tylnej części nadwozia. Pod względem wymiarów, samochód jest większy. Klienci mogą wybierać aż z trzech wariantów długości nadwozia. Najdłuższy umożliwia przewiezienia aż 7 pasażerów.
Klasyczną nazwę zachowała przedstawiona pół roku później, latem 2018 roku, wersja dostawcza, która nazywa się po prostu Partner. W przeciwieństwie do bliźniaczego Berlingo, nie różni się ona stylistyką poza brakiem tylnych okien i uboższym wyposażeniem.
Peugeot Rifter i Partner III dostępne są w sprzedaży od drugiej połowy 2018 roku. Poza Citroenem Berlingo, po raz pierwszy samochód produkowany jest równolegle jeszcze z dwoma innymi bliźniaczymi konstrukcjami – Oplem Combo i Toyotą Proace City. Od 2021 roku samochody są dostępne w wersji elektrycznej.

### Lifting
Jesienią 2023 roku auto zostało poddane modernizacji. Wersja elektryczna ma bezemisyjny zasięg do 330 km. Pompa ciepła zapewnia idealny komfort w kabinie przy jednoczesnej poprawie efektywności energetycznej. W samochodzie zastosowano m. in.: nowe logo marki, unikalny grill z logo Peugeot, zderzak o unowocześnionym designie, nowe reflektory tworzące charakterystyczną dla marki sygnaturę świetlną w postaci śladu trzech pazurów.